# 複数中心地言語
複数中心地言語（ふくすうちゅうしんちげんご、ドイツ語: plurizentrische Sprache, polyzentrische Sprache、英語: pluricentric language, polycentric language）または多極的言語（たきょくてきげんご）は、複数の規範（標準語またはそれに類するもの）を持つ言語である。

## 概要
一般に、複数中心地言語は国境を越えて複数の国や地域で話されており、母語と民族意識のかかわりも単純ではない場合が多い。複数中心地言語の例としては、英語、フランス語、ポルトガル語、ドイツ語、ペルシア語、朝鮮語、セルビア・クロアチア語、スワヒリ語、スウェーデン語、スペイン語、アラビア語、アルメニア語、ベンガル語、ヒンドゥスターニー語、マレー語、中国語などがある。複数中心地言語のそれぞれの規範は、お互いに方言の関係にあるとみなすことができ、また多くの場合は相互理解が可能である。
ひとつの言語が複数の規範を持つに至る経緯としては、その言語の話者が地理的・民族的・宗教的・政治的隔絶により複数の政治・社会集団に分かれ、それらの集団が個別に規範を定めたことによるものがほとんどである。
地理的隔絶によって話者が複数の社会集団に分かれている場合、その言語の各々の地域での方言に基づき各々の規範が作られることが多く、各々の規範はお互いにある程度異なっていても同一の言語と主張されることが多い。典型的な例としては英語（イギリス英語、アメリカ英語等）やスペイン語（スペインのスペイン語、中南米諸国のスペイン語等）がある。
一方、民族的・宗教的隔絶により複数の規範が生じている場合、しばしば同一の地域方言に基づいて複数の規範が定められており、各々の規範の差は地域方言というより社会方言の様相を示す。この場合、各々の規範はお互いの差が極めて小さくても別言語と主張されることが多い。典型的な例としてはセルボ・クロアチア語（セルビア語、クロアチア語、ボスニア語、モンテネグロ語の標準語はいずれも新シュト方言の東ヘルツェゴビナ方言に基づく）、ヒンドゥスターニー語（標準ヒンディー語、標準ウルドゥー語はいずれもデリー方言に基づく）がある。
このほか、複数中心地言語の実態は、各々の言語によって様々である。特殊な例として、同一国家・同一民族・同一言語にもかかわらず複数の標準語を持つノルウェー語（ブークモール、ニーノシュク）がある。
言語によっては、複数中心地言語のそれぞれの規範を同一言語とみなすか別言語とみなすかという議論が政治的にセンシティブな問題となっている場合がある。典型的な例としては、ルーマニア語とモルドバ語の関係があり、「モルドバ語」という用語の使用自体もしばしば議論になる。また、各々の規範が別個の言語名を定めている場合、その言語の全体としての名称も問題となる。カタラン語／バレンシア語の言語名問題、漢字文化圏での朝鮮語の呼称問題などが例として挙げられる。
なお、単一の規範を持つ単一中心地言語としては、ロシア語、日本語、アイスランド語、アルバニア語などがある。ただ、日本語においても、江戸時代には上方と江戸の二方言が中央語として並立していた。

## 各言語における例

### アラビア語
イスラム以前のアラビア語は、複数の規範を持っていたと考えられている。現代のアラビア語は、大きく分けてフスハー（標準アラビア語）とアーンミーヤ（各地の口語）からなるが、規範の様相は国・地域により様々である。

### アラム語
古代のシリア・メソポタミア地域において国際語であったアラム語は、さまざまな規範形を持っていた。

### ウクライナ語・ルシン語
ウクライナ語とルシン語は、同じ言語の二つの規範形とも、異なった二つの言語とも見なされる。

### 英語
英語は複数中心地言語であり、イギリス、北米、アフリカの英語圏国、シンガポール、インド、オセアニアで、発音や語彙、綴り等に違いがある。

### カタラン語・バレンシア語・バレアレス諸島方言
カタラン語／バレンシア語は、ある言語の母語話者と民族意識の不一致を示す例である。バレンシア語は、他の地域でカタラン語と呼ばれている言語のバレンシア州における名称とされているが、1998年に設立されたバレンシア言語アカデミーによって独自の正書法が策定され、カタラン語／バレンシア語は二つの標準形を持つこととなった。このほかに、バレアレス諸島方言の正書法も考えられている。しかし、これらの諸標準語全体をあらわす言語名称としては適切なものが存在せず、「カタラン・バレンシア・バレアレス語」という呼称が考えられているが一般には全く用いられておらず、言語学者は「カタラン語」を総称として用いる場合が多い。

### ゲール語（アイルランド語、スコットランド・ゲール語、マン島語）
アイルランド語およびスコットランド・ゲール語は、それぞれ古典ゲール語の現代における標準語とみなすことができる。さらにマン島語を古典ゲール語の現代における標準語の一つに含めた場合、ゲール語は三つの標準語を持つ言語となる。

### スペイン語
スペイン語の場合は、そもそも標準語の数を見極めること自体難しい。大別するとスペインのスペイン語と南北アメリカ大陸のスペイン語に分類できるが、特に南北アメリカのスペイン語の場合、標準を定めること自体が難しい状況である。スペインの標準語としてはマドリードやカスティーリャ・イ・レオン州などの方言が挙げられるが、特に南部（アンダルシア州、エストレマドゥーラ州、カナリア諸島）諸州は発音面で標準語と大きく異なっている。また、中南米の場合、主に各国の首都の方言が国内標準語と見做される傾向にあるが、これとは別に米国から中南米向けに発信されるニュースや吹き替え映画などが中南米共通の標準語的な役割を担っているとも言える。

### セルボ・クロアチア語
セルボ・クロアチア語には、クロアチア語、セルビア語、ボスニア語、モンテネグロ語の四つの標準形がある。これらの標準形は、いずれもセルボ・クロアチア語の東ヘルツェゴビナ方言を基礎としており、その差は極めて小さい。
書記面では、クロアチア語ではラテン文字が用いられ、セルビア語ではキリル文字とラテン文字の双方が用いられる。ボスニア語、モンテネグロ語にもラテン文字・キリル文字双方での正書法があるが、ラテン文字が用いられることが多い。

### 中国語
中国語は、北京官話に基づく標準語としては、中華人民共和国の普通話、中華民国（台湾）の国語が定められており、文字の面では使用する漢字やローマ字化の方法に違いがある。
香港やマカオでは、広東語が事実上の公用語となっている。また、閩南語（台湾語、ホーロー語）は、台湾でしばしば公用語のひとつとして用いられる。

### 朝鮮語
朝鮮語は、大韓民国と朝鮮民主主義人民共和国で別個の標準語が定められている（大韓民国標準語および文化語）。ただし、両者ともに事実上ソウルの方言が基盤となっている。また、韓国では漢字で「韓国語」と表記される単語を、北朝鮮では漢字で「朝鮮語」にあたる単語を言語名として定めているため、漢字文化圏ではどちらの呼称を用いるかについて論争がある。

### ドイツ語
標準ドイツ語には、ドイツにおける標準ドイツ語、オーストリアにおける標準ドイツ語、スイスにおける標準ドイツ語の三つの標準語がある。また、バイエルン州のような文化的アイデンティティの強い地域では、その地域のドイツ語方言の影響を受けた標準ドイツ語の変種（方言そのものではない）も用いられる。

### ノルウェー語
ノルウェー語には、書き言葉としてはデンマーク語の影響の強いブークモールおよび農村部の言葉から作られたニーノシュクという二つの標準語がある。なお、話し言葉としては一般に受け入れられている標準語は存在しない。

### ハンガリー語
ハンガリー語はハンガリー王国が1920年のトリアノン条約により5分割されたためハンガリー人たちはハンガリー王国、ルーマニア王国、チェコスロバキア共和国、セルブ・クロアート・スロヴェーン王国（のちのユーゴスラビア王国）、オーストリア共和国に分散して居住することになった。その結果、居住国により行政・放送・報道・教育等の分野において用いられるハンガリー語の標準的な語彙や表現が国ごとに異なるようになったことでハンガリー語も複数中心地言語と見なされると主張されるようになった。ただし、ハンガリー語が公用語とされているのはハンガリーのみであり、他の諸国ではハンガリー語は有力な言語ではあるものの政治的な理由により公用語の地位を得ていないので、部分的複数中心地言語のように呼ばれる。

### ヒンドゥスターニー語（ヒンディー語、ウルドゥー語）
標準ヒンディー語と標準ウルドゥー語は、いずれもヒンドゥスターニー語のデリー方言（カリー・ボリー）を基礎としており、同じヒンドゥスターニー語の異なる二つの標準形となっている。この他に、インドにはヒンディー語／ウルドゥー語にごく近縁な言語がいくつかあり、それらをヒンドゥスターニー語の方言とみなした場合、ヒンドゥスターニー語にはそれらの標準形もあることになる。

### フランス語
フランス語の場合、フランスの標準フランス語がフランス語圏全域に対して大きな影響力を持っているが、特にケベック州ではケベック・フランス語が標準的に使われている。また、ベルギーやスイスではフランスのものと若干異なるフランス語が使われているが、フランスの中心性を脅かす程度ではない。また、アフリカ各国では地元のメディアがフランス語を使っているが、同時にフランス本国からの影響力も多大であるのが実情である。

### ペルシア語
ペルシア語は、イラン（公式の名称はペルシア語）、アフガニスタン（公式の名称はダリー語）、タジキスタン（公式の名称はタジク語）で公用語となっている。イランではテヘラン方言に基づいた標準語が、アフガニスタンではカーブル方言に基づいた標準語が、タジキスタンではドゥシャンベ方言に基づいた標準語がそれぞれ定められている。イランとアフガニスタンではアラビア文字（ペルシア文字）を標準的な表記法としている。タジキスタンではタジク語向けのキリル文字を標準的な表記法としているが、ペルシア文字の再導入も試みられている。

### ポルトガル語
ポルトガル語には、主にブラジルポルトガル語とイベリアポルトガル語の二つの標準形があり、ブラジルおよびブラジルの影響の強い地域（南米諸国、日本など）では前者が、ブラジル以外のポルトガル語圏や欧州諸国では後者が主に使われる。両者の間には特に発音面での差が大きく、特にブラジルにおいてはイベリアポルトガル語が使われることはほとんどないため、ブラジル人はイベリアポルトガル語の聴解に困難を来すことが少なくない。その一方で、ブラジル以外のポルトガル語圏では、テレビドラマや音楽などを通じてブラジルポルトガル語に親しむ機会が少なくないことから、ブラジルポルトガル語は基本的に問題なく通じる。この他に、中世までは同一言語だったガリシア語とポルトガル語の関係をどう考えるべきかという問題もある。

### ルーマニア語
ルーマニア語はルーマニアおよびモルドバで話されており、それぞれで標準語が定められている。ただし、モルドバの言語についてはモルドバ語という呼称もあり、モルドバの言語をルーマニア語と呼ぶかモルドバ語と呼ぶか、モルドバ語と呼ぶ場合にはルーマニア語のモルドバにおける呼称とするか、ルーマニア語とは別の言語とみなすかについては、モルドバ国内で論争がある。詳しくはモルドバの言語・民族性問題を参照のこと。

### ロマンシュ語
ロマンシュ語には、Sursilvan、Sutsilvan、Surmiran、Putér、Valladerの五つの方言があり、それぞれが別個の標準の文章語を持っている。また、1982年には全ロマンシュ語の共通形としてRumantsch Grischunが導入されたが、ロマンシュ語話者の間で必ずしも受け入れられているわけではない。